# Tyrannochthonius convivus
Tyrannochthonius convivus és una espècie d'aràcnid de l'ordre Pseudoscorpionida de la família Chthoniidae.
Es troba de forma endèmica a l'Índia.